# Liste der Monuments historiques in Esnes
Die Liste der Monuments historiques in Esnes führt die Monuments historiques in der französischen Gemeinde Esnes auf.

## Liste der Bauwerke
| Bezeichnung | Beschreibung | Standort | Kennzeichnung | Schutzstatus   | Datum | Bild           |
| ----------- | ------------ | -------- | ------------- | -------------- | ----- | -------------- |
| Schloss     |              | (Lage)   | PA00107516    | Classé Inscrit | 1971  | weitere Bilder |